# Dexteria floridana
Dexteria floridana é uma espécie de crustáceo da família Linderiellidae.
É endémica dos Estados Unidos da América. 